# Cormobius tenuis
Cormobius tenuis är en stekelart som beskrevs av Henry Keith Townes, Jr. 1970. Cormobius tenuis ingår i släktet Cormobius och familjen brokparasitsteklar. Inga underarter finns listade i Catalogue of Life.